# Norvegia ai Giochi della XXIV Olimpiade
La Norvegia partecipò ai Giochi della XXIV Olimpiade, svoltisi a Seul, Corea del Sud, dal 17 settembre al 2 ottobre 1988, con una delegazione di 70 atleti impegnati in undici discipline.